# Triantha
Triantha, biljni rod u porodici tofildijevki. od četiri priznate vrste, tri rastu po Sjevernoj Americi, a jedna, Triantha japonica, japanski je endem

## Vrste
1. Triantha glutinosa (Michx.) Baker
2. Triantha japonica (Miq.) Baker
3. Triantha occidentalis (S.Watson) R.R.Gates
4. Triantha racemosa (Walter) Small